# Ablon-sur-Seine
Pour l’article homonyme, voir Ablon.
Ablon-sur-Seine, anciennement Ablon, aussi orthographié Ablons, est une commune française située dans le département du Val-de-Marne en région Île-de-France.

### Localisation

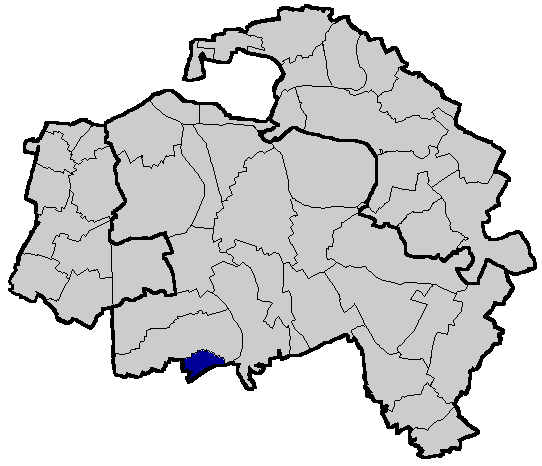
Localisation d'Ablon-sur-Seine dans le Val-de-Marne.

## Géographie

### Communes limitrophes
Les communes limitrophes sont : Villeneuve-le-Roi, Athis-Mons et Vigneux-sur-Seine, située sur l'autre rive de la Seine.

### Hydrographie
Située au sud du Val-de-Marne, la ville est sur la rive gauche de la Seine, fleuve qui la sépare, vers le sud, du département de l'Essonne dont elle est contiguë à l'ouest via Athis-Mons.
À hauteur de la Saussaie des Gobelins se trouve l’écluse d’Ablon, dotée de deux sas latéraux, d’un barrage central surmonté d’une passerelle et d’une station de mesure du débit, seule écluse et dernier point de franchissement du département de l’Essonne dans le sens du courant.

### Climat
Pour des articles plus généraux, voir Climat de l'Île-de-France et Climat du Val-de-Marne.
En 2010, le climat de la commune est de type climat océanique dégradé des plaines du Centre et du Nord, selon une étude du CNRS s'appuyant sur une série de données couvrant la période 1971-2000. En 2020, Météo-France publie une typologie des climats de la France métropolitaine dans laquelle la commune est exposée à un climat océanique altéré et est dans la région climatique Sud-ouest du bassin Parisien, caractérisée par une faible pluviométrie, notamment au printemps (120 à 150 mm) et un hiver froid (3,5 °C).
Pour la période 1971-2000, la température annuelle moyenne est de 12 °C, avec une amplitude thermique annuelle de 15,5 °C. Le cumul annuel moyen de précipitations est de 644 mm, avec 10,6 jours de précipitations en janvier et 7,7 jours en juillet. Pour la période 1991-2020, la température moyenne annuelle observée sur la station météorologique la plus proche, située sur la commune d'Athis-Mons à 3 km à vol d'oiseau, est de 12,1 °C et le cumul annuel moyen de précipitations est de 622,2 mm,. Pour l'avenir, les paramètres climatiques de la commune estimés pour 2050 selon différents scénarios d'émission de gaz à effet de serre sont consultables sur un site dédié publié par Météo-France en novembre 2022.
| Mois                                  | jan.             | fév.           | mars          | avril           | mai             | juin          | jui.           | août           | sep.           | oct.            | nov.            | déc.             | année      |
| ------------------------------------- | ---------------- | -------------- | ------------- | --------------- | --------------- | ------------- | -------------- | -------------- | -------------- | --------------- | --------------- | ---------------- | ---------- |
| Température minimale moyenne (°C)     | 2,1              | 2              | 4,2           | 6,4             | 9,9             | 13,1          | 15             | 14,6           | 11,5           | 8,7             | 5               | 2,7              | 7,9        |
| Température moyenne (°C)              | 4,7              | 5,2            | 8,3           | 11,3            | 14,8            | 18,2          | 20,4           | 20,2           | 16,5           | 12,6            | 7,9             | 5,2              | 12,1       |
| Température maximale moyenne (°C)     | 7,2              | 8,5            | 12,5          | 16,2            | 19,8            | 23,2          | 25,8           | 25,7           | 21,5           | 16,4            | 10,9            | 7,6              | 16,3       |
| Record de froid (°C) date du record   | −16,8 17.01.1985 | −15 02.02.1956 | −9,4 01.03.05 | −4,3 16.04.1921 | −1,3 07.05.1957 | 3,1 01.06.06  | 6,7 01.07.1922 | 5,6 31.08.1923 | 1,7 20.09.1952 | −3,9 30.10.1955 | −9,6 28.11.1921 | −13,3 29.12.1964 | −16,8 1985 |
| Record de chaleur (°C) date du record | 16,5 27.01.03    | 20,8 27.02.19  | 25,3 31.03.21 | 29,4 16.04.1949 | 35 24.05.1922   | 37,1 21.06.17 | 41,9 25.07.19  | 40 12.08.03    | 35,4 09.09.23  | 31,3 04.10.1921 | 21,8 07.11.15   | 17,3 16.12.1989  | 41,9 2019  |
| Ensoleillement (h)                    | 533              | 852            | 1 529         | 2 025           | 217             | 2 243         | 2 469          | 2 209          | 1 857          | 1 166           | 624             | 639              | 18 313     |
| Précipitations (mm)                   | 46,8             | 42,6           | 44,4          | 44,5            | 63              | 56,1          | 52,9           | 57,9           | 47,4           | 52,8            | 53,4            | 60,4             | 622,2      |

## Urbanisme

### Typologie
Au 1er janvier 2024, Ablon-sur-Seine est catégorisée grand centre urbain, selon la nouvelle grille communale de densité à sept niveaux définie par l'Insee en 2022.
Elle appartient à l'unité urbaine de Paris, une agglomération inter-départementale regroupant 407  communes, dont elle est une commune de la banlieue,,. Par ailleurs la commune fait partie de l'aire d'attraction de Paris, dont elle est une commune du pôle principal,. Cette aire regroupe 1 929 communes,.

### Habitat et logement
En 2019, le nombre total de logements dans la commune était de 2 646, alors qu'il était de 2 420 en 2014 et de 2 390 en 2009.
Parmi ces logements, 89,9 % étaient des résidences principales, 1,3 % des résidences secondaires et 8,8 % des logements vacants. Ces logements étaient pour 32,9 % d'entre eux des maisons individuelles et pour 65,5 % des appartements.
La commune ne respecte pas ses obligations issues de l'article 55 de la Loi SRU de 2000 qui lui font obligation de disposer de 25 % de logements sociaux. En effet, seuls 15,17 % de son parc de résidences principales sont classées dans cette catégorie.
Le tableau ci-dessous présente la typologie des logements à Ablon-sur-Seine en 2019 en comparaison avec celle du Val-de-Marne et de la France entière. Une caractéristique marquante du parc de logements est ainsi une proportion de résidences secondaires et logements occasionnels (1,3 %) inférieure à celle du département (1,8 %) mais supérieure à celle de la France entière (9,7 %). Concernant le statut d'occupation de ces logements, 62,4 % des habitants de la commune sont propriétaires de leur logement (65 % en 2014), contre 45,1 % pour le Val-de-Marne et 57,5 pour la France entière.
| Typologie                                               | Ablon-sur-Seine | Val-de-Marne | France entière |
| ------------------------------------------------------- | --------------- | ------------ | -------------- |
| Résidences principales (en %)                           | 89,9            | 92,4         | 82,1           |
| Résidences secondaires et logements occasionnels (en %) | 1,3             | 1,8          | 9,7            |
| Logements vacants (en %)                                | 8,8             | 5,7          | 8,2            |

### Voies de communication et transports

#### Transports en commun

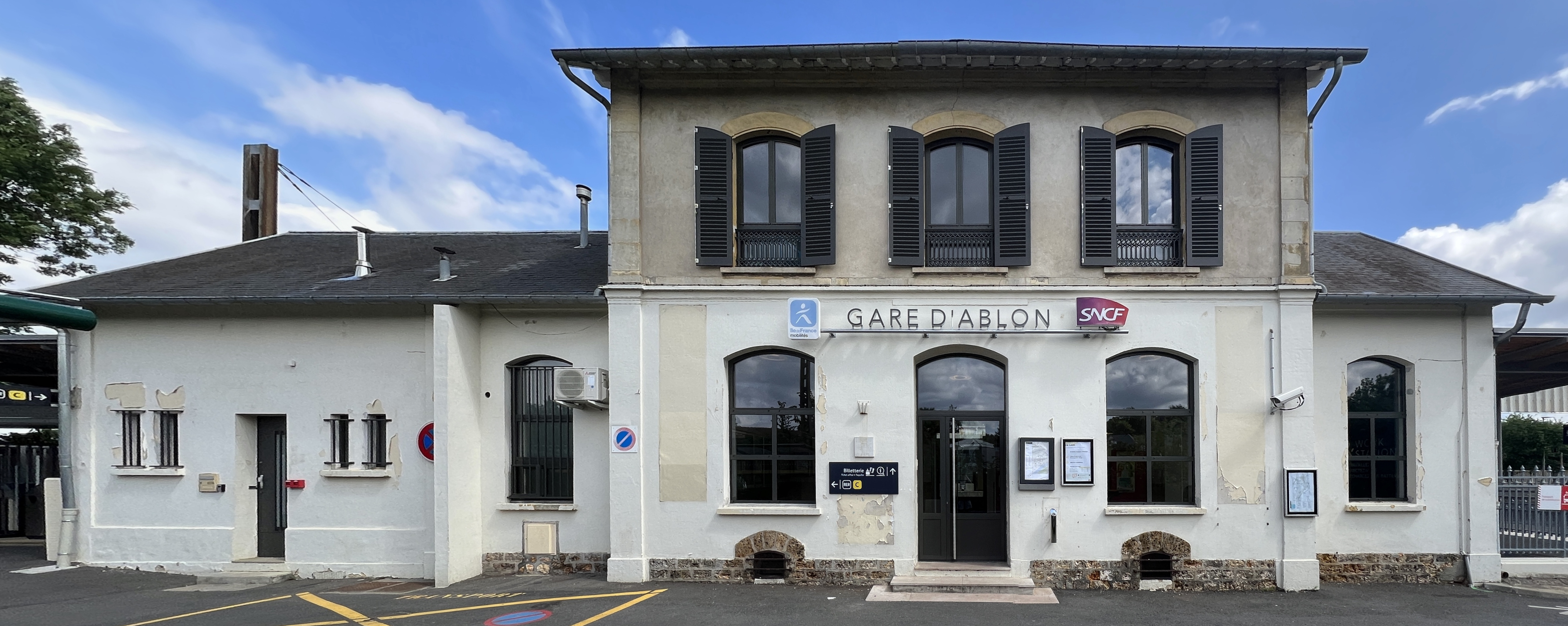
La gare d'Ablon.

La commune est desservie par la gare d'Ablon sur la ligne C du RER d'Île-de-France.

## Toponymie
Ablon est devenu Ablon-sur-Seine pour le différencier d'Ablon (Calvados, Eblelont [?] sans date, Abelon 1198)
Il peut s'agir du nom de personne germanique Abilo pris absolument, en revanche, l'absence de formes anciennes ne permet pas de suggérer le gaulois (celtique) abalo-, aballo- « pomme, pommier » car il aurait abouti normalement à Avallon, comme Avallon (Yonne) et Avallon, nom d'un lieu-dit en Isère.

## Histoire
Des traces de présence humaine sont observées dès l'Âge du bronze, avec la découverte d'armes en 1863 lors d'un dragage de la Seine.

### Moyen Âge
Au XIIe siècle, les Poissy détiennent le château d'Ablon. En 1175, Simon de Poissy et sa femme Mathilde donnent à l'abbaye des Vaux-deCernay des biens qu'ils détiennent à Ablon. La même année, ils s'accordent avec l'évêque Maurice à propos de l'autorité paroissiale sur la chapelle privée qu'ils ont faite construire à Ablon. Leur fils Simon III de Poissy conserve cette possession, et la transmet à sa fille Agnès, épouse de Simon, châtelain de Neauphe. En 1243, ils abandonnent le patronage de la chapelle d'Ablon à l'abbaye Saint-Victor.

### Temps modernes

#### XVIIesiècle: la présence protestante
Un  château est  bâti par Agnès Sorel, et un temple fréquenté, jusqu'à la révocation de l'édit de Nantes, par les réformés parisiens.

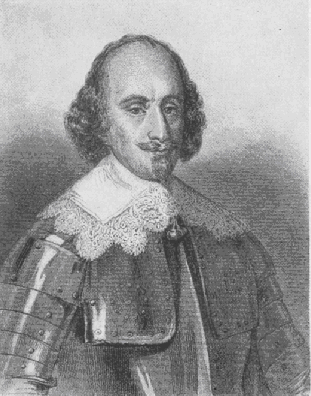
Henri II, duc de Rohan, épouse en 1605, au temple d'Ablon, Marguerite de Béthune, fille du futur duc de Sully.

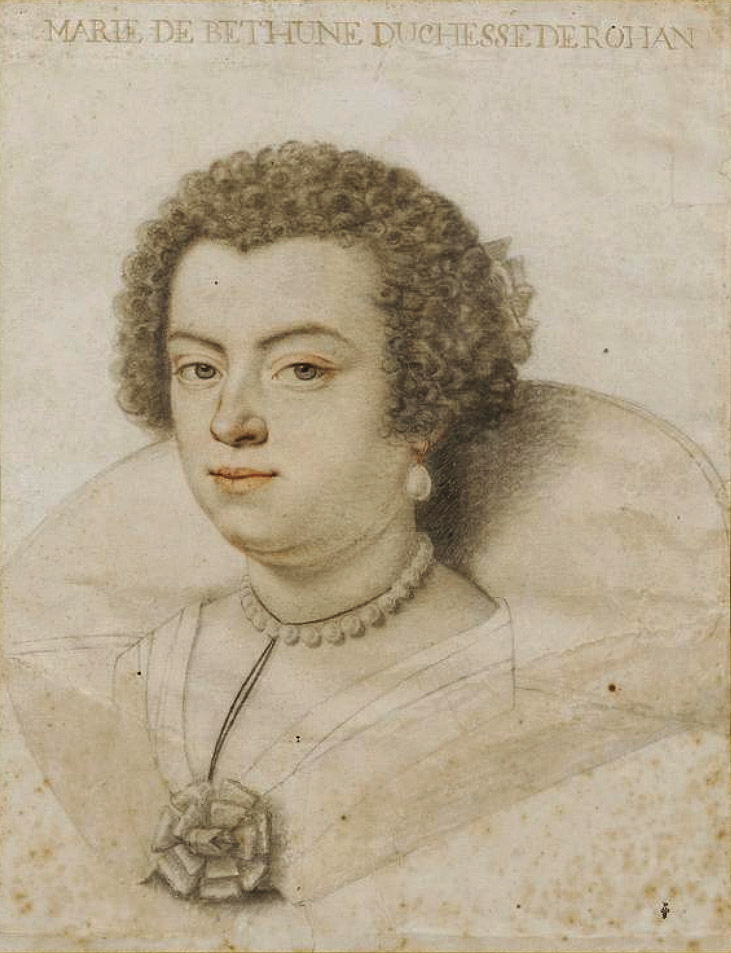
Marguerite de Béthune (1595-1660) duchesse de Rohan.

Au début du XVIIe siècle, Ablon accède à la célébrité grâce à son temple protestant dont la création est autorisée par le roi Henri IV (Lettres Patentes du 14 octobre 1599, publiées le 12 novembre 1599). Construit vers 1601-1603 à droite du châtel, il peut accueillir, selon les estimations de Jacques Pannier, mille à deux mille personnes. Le hameau, alors constitué, hormis du châtel, que d'une trentaine de feux repartis dans des maisons alignées sur la rive gauche de la Seine, devient ainsi, pendant quelques années, le centre du culte protestant des environs de Paris. Selon d'autres textes, cet édifice religieux aurait existé à la fin de l’année 1699 et même depuis 1598. Or, en attendant la fixation définitive de leur lieu de culte, les réformés de Paris se réunissent encore, en ce tournant de siècle, dans la grande salle du château seigneurial mise à leur disposition par leur fervent coreligionnaire Josias Mercier dans le petit village isolé de Grigny, situé à six anciennes lieues du parvis de la cathédrale Notre-Dame de Paris, soit une lieue de plus que les cinq alors prescrites.
Par l'édit de Beaulieu (1576) et par l'édit de Nantes (1598) les rois Henri III et Henri IV avaient en effet successivement accordé la liberté de culte aux protestants, en interdisant toutefois son exercice publique à la Cour, à Paris et aux alentours de ces deux lieux, dans les limites fixés par les édits respectifs. Le choix d'Ablon, éloigné du centre de Paris d'exactement cinq lieues est conforme à la distance légale à respecter depuis la promulgation de l’édit de Nantes,.
Malgré la distance moindre, ce choix ne satisfait pas les protestants. Le chemin de terre à parcourir reste long et éprouvant pour les habitants réformés de Paris qui se déplacent le plus souvent à pied, et la voie fluviale empruntée par les plus fortunés qui utilisent le coche d'eau peut s'avérer dangereuse. Le voyage est pénible par temps de grand froid ou de grand soleil, périlleux pour les nourrissons amenés au baptême (40 décès en 1600, selon les huguenots) et, de plus, inenvisageable pour les vieillards, malades, femmes enceintes et enfants. Sur requête des réformés parisiens — soutenus par le futur duc de Sully qui se rendait chaque dimanche au temple d'Ablon — la construction d’un nouveau temple à Charenton-Saint-Maurice, plus proche de Paris est autorisée, mise en chantier et achevée en 1606.
Parmi les événements qui marquent la communauté protestante réunie au temple d'Ablon figurent, parmi bien d'autres,
- le baptême, le 29 septembre 1602, de Louise de Béthune (née le 16 juin), fille de Maximilien de Béthune, marquis de Rosny (futur duc de Sully) et de Raquel de Cochefilet, présentée par Gabriel de Poulignac, seigneur de Saint-Germain, assisté par Louise de Coligny, veuve de Guillaume de Nassau, prince d'Orange[25] ;
- la célébration du mariage, en 1605, d'Henri II, 1er duc de Rohan (1579-1638), cousin issu de germain du roi Henri IV, avec Marguerite de Béthune (1595-1660), fille de Maximilien de Béthune de Rosny, surintendant des finances et grand maître de l'artillerie de France (crée duc de Sully l’année suivante).

### Époque contemporaine

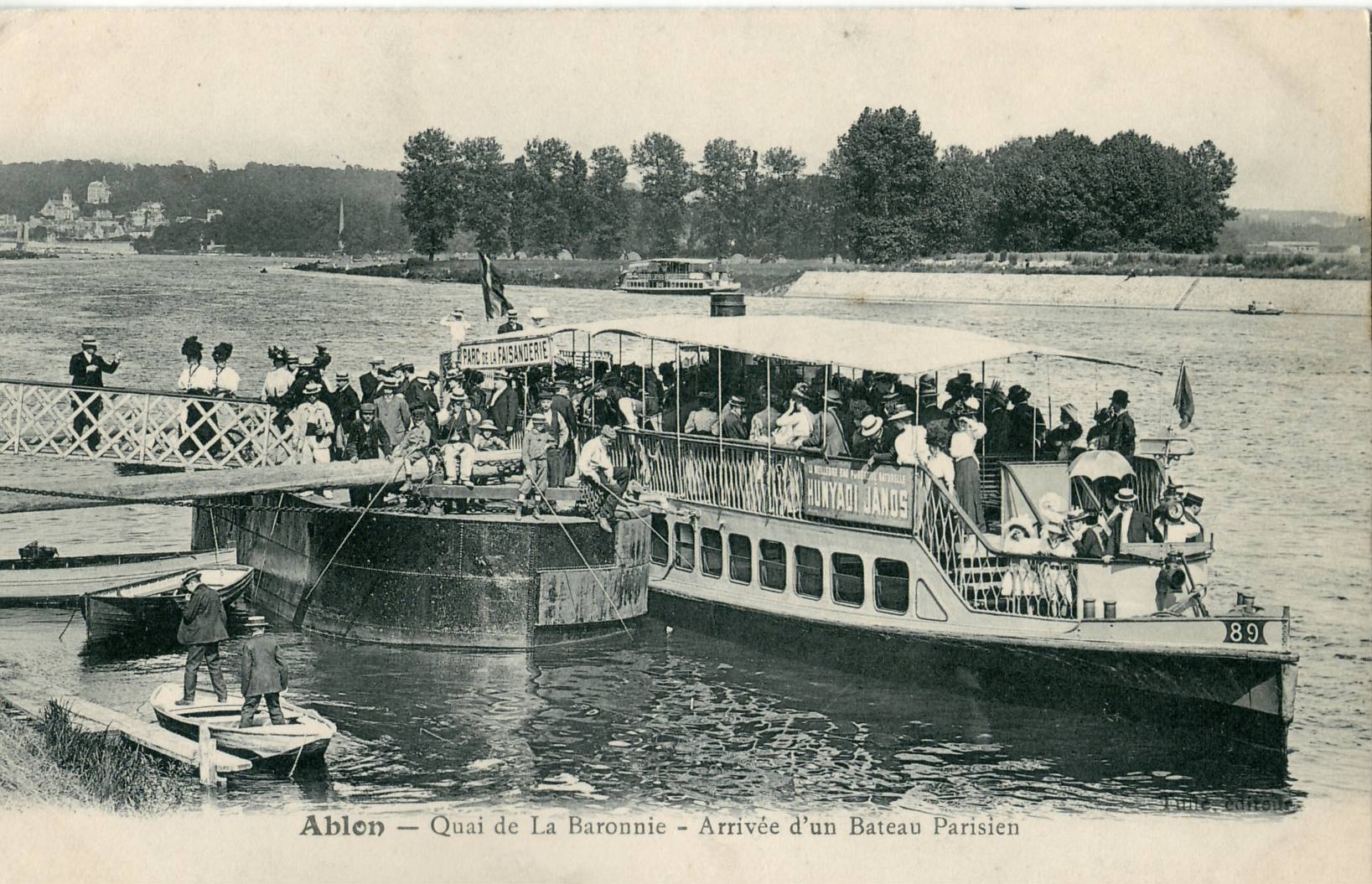
Le bourg était desservi, au tout début du XX par des navettes fluviales pour Paris.

L'activité économique d'Ablon a toujours été liée au fleuve : d'une part les cultures favorisées par les sols limoneux, et d'autre part le commerce. C'est traditionnellement une commune résidentielle, à l'urbanisme majoritairement pavillonnaire.
Pendant la Première Guerre mondiale, le couvent du Sacré-cœur devient un Hôpital auxiliaire pour convalescents militaires (HACM), tandis que l'institution Jeanne-d'Arc devient l'Hôpital auxiliaire de l'Union des femmes françaises (HAUFF) n°126.

## Politique et administration

### Rattachements administratifs et électoraux

#### Rattachements administratifs
Antérieurement à la loi du 10 juillet 1964, la commune faisait partie du département de Seine-et-Oise. La réorganisation de la région parisienne en 1964 fit que la commune appartient désormais au département du Val-de-Marne et à son arrondissement de Créteil après un transfert administratif effectif au 1er janvier 1968.
Elle faisait partie de 1801 à 1962 du canton de Créteil, année où elle intègre le canton de Palaiseau de Seine-et-Oise. Lors de la mise en place du Val-d'Oise, la ville intègre un nouveau canton de Créteil. Dans le cadre du redécoupage cantonal de 2014 en France, cette circonscription administrative territoriale a disparu, et le canton n'est plus qu'une circonscription électorale.

#### Rattachements électoraux
Pour les élections départementales, la commune est membre depuis 2014 du canton d'Orly
Pour l'élection des députés, elle fait partie de la troisième circonscription du Val-de-Marne.

### Intercommunalité
La commune n'était membre jusqu'en 2016 d'aucune intercommunalité à fiscalité propre.
Dans le cadre de la mise en œuvre de la volonté gouvernementale de favoriser le développement du centre de l'agglomération parisienne comme pôle mondial est créée, le 1er janvier 2016, la métropole du Grand Paris (MGP), dont la commune est membre.
La loi portant nouvelle organisation territoriale de la République du 7 août 2015 prévoit également la création de nouvelles structures administratives regroupant les communes membres de la métropole, constituées d'ensembles de plus de 300 000 habitants, et dotées de nombreuses compétences, les établissements publics territoriaux (EPT).
La commune a donc également été intégrée le 1er janvier 2016 à l'Établissement public territorial Grand-Orly Seine Bièvre.

### Tendances politiques et résultats
Lors du second tour de l'élection présidentielle de 2012, Nicolas Sarkozy obtient 1 213 voix (51,31  % des suffrages exprimés), devançant  François Hollande (PS) 62 voix, avec 1 151 voix (48,69 %).
Lors de ce scrutin, 17,66 % des électeurs se sont abstenus :
Lors du premier tour de l'élections municipales de 2014 dans le Val-de-Marne,  la liste UMP-UDI menée par Éric Grillon obtient la majorité absolue des suffrages exprimés, avec 1 215 voix (61,98 %, 24 conseillers municipaux élus), devançant très largement  celle DVG  menée par la maire sortante — qui avait succédé à Jean-Louis Cohen après son décès en 2012 — Corinne Gorlier	(745 voix, 38,01 %, 5 conseillers municipaux élus).
Lors de ce scrutin, 35,78 % des électeurs se sont abstenus.
Lors du second tour de l'élection présidentielle de 2017, Emmanuel Macron (EM) obtient 1 239 voix (66,19 % des suffrages exprimés), devançant très largement Marine Le Pen (FN), qui a recueilli 679 voix (33,81 % des électeurs).
Lors de ce scrutin, 27,75 % des électeurs se sont abstenus :
Lors des élections européennes de 2019, le taux de participation d’Ablon sur Seine est inférieur à la moyenne (48,92 % contre 50,12 % au niveau national). La liste du Rassemblement national arrive en tête avec 22,55 % des suffrages, contre 23,31 % au niveau national. La liste de la République en Marche obtient 21,92 % des voix, contre 22,31 % au niveau national. La liste d'Europe Écologie Les Verts réalise un score de 13,92 % des votes, contre 13,48 % au niveau national. La liste des Républicains fait un score de 8,63 % des suffrages, contre 8,48 % au niveau national. La liste de la France Insoumise obtient 6,75 % des voix, contre 6,31 % au niveau national. Les autres listes obtiennent des scores inférieurs à 5 %.
Lors du premier tour des élections municipales de 2020 dans le Val-de-Marne, la liste LR-UDI menée Éric Grillon par  obtient la majorité absolue des suffrages exprimés, avec 1 008 voix (75,56 %, 26 candidats élus dont 1 métropolitain), devançant très largement celle menée par Vincent Bayout (DVG-MRC, 326 voix, 24,43 %, 3 conseillers municipaux élus). 
Lors de ce scrutin marqué par la pandémie de Covid-19 en France, 54,77 % des électeurs se sont abstenus,.
Lors du second tour de l'élection présidentielle de 2022, Emmanuel Macron (EM) obtient 1 193 voix (59,09 % des suffrages exprimés), devançant très largement Marine Le Pen (FN), qui a recueilli 826 voix (40,91 %).
Lors de ce scrutin, 28,79 % des électeurs se sont abstenus.

### Liste des maires
| Période       | Période                         | Identité                     | Étiquette                | Qualité |
| ------------- | ------------------------------- | ---------------------------- | ------------------------ | --- |
| 1944          | 1945                            | Édouard Désiré Juvigny       |                          | |
| 1945          | 1983                            | Alain Poher,                 | MRP puis CD puis UDF-CDS | Ingénieur et haut fonctionnaire, ministre Président de la République par intérim (1969 et 1974) Sénateur de Seine-et-Oise (1952 → 1968) Sénateur du Val-de-Marne (1968 → 1995) Président du Sénat (1968 → 1992) Président de l'Association des maires de France Président de l'Assemblée parlementaire des Communautés européennes |
| 1983          | mars 2008                       | Jean-Pierre Hermellin        | UDF puis DL puis UMP     | Ingénieur au CNRS Conseiller général de Villeneuve-le-Roi (1994 → 2001) |
| mars 2008     | novembre 2012                   | Jean-Louis Cohen (1948-2012) | PS                       | Retraité de la banque Décédé en fonction |
| novembre 2012 | mars 2014                       | Corinne Gorlier (1965- )     | DVG                      | Cadre de banque |
| mars 2014     | En cours (au 15 septembre 2022) | Éric Grillon (1960- )        | UMP → LR                 | Fonctionnaire des finances publiques retraité Réélu pour le mandat 2020-2026 |

### Jumelages

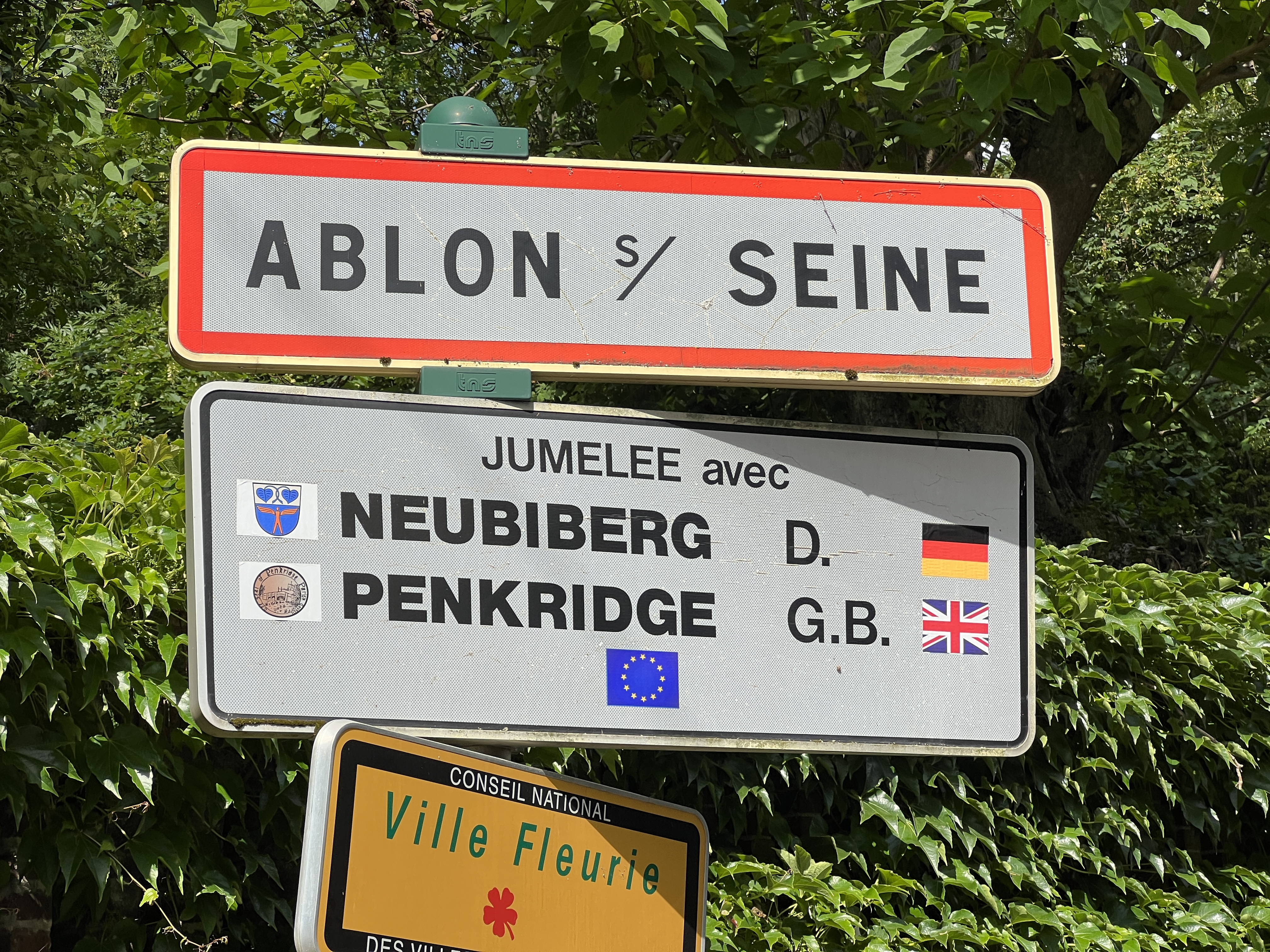
Panneau à l'entrée de la commune mentionnant les villes avec lesquelles Ablon est jumelée.

Ablon-sur-Seine est actuellement jumelée avec une ville d'Allemagne et une ville de Grande-Bretagne.
- Neubiberg (Allemagne) depuis 1974/1975.
- Penkridge (Grande-Bretagne) depuis 1986.

## Équipements et services publics

### Enseignement

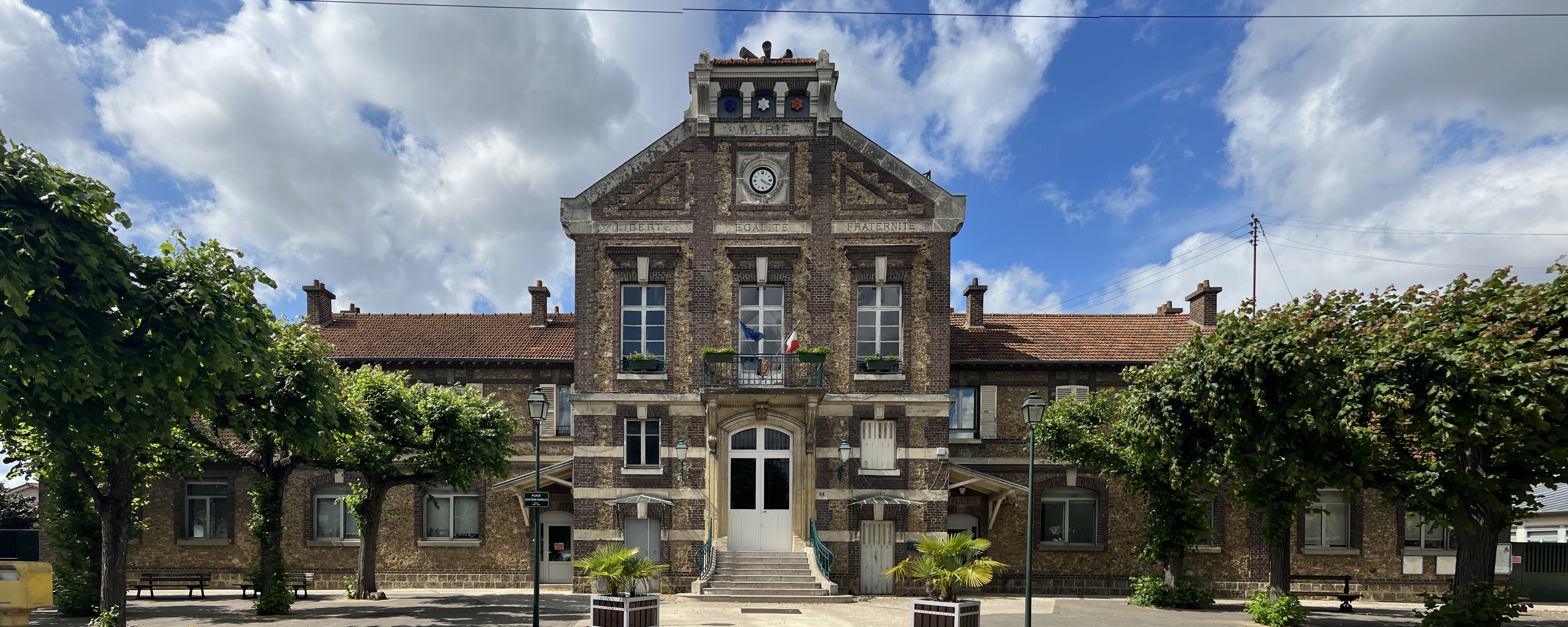
Groupe scolaire Pasteur.

Ablon-sur-Seine dispose de deux écoles maternelles et une école élémentaire publiques. La ville possède aussi un collège privé qui s'appelle le Sacré-Cœur.

### Équipements sportifs
La ville possède un stade et gymnase

## Population et société

### Démographie
L'évolution du nombre d'habitants est connue à travers les recensements de la population effectués dans la commune depuis 1793. Pour les communes de moins de 10 000 habitants, une enquête de recensement portant sur toute la population est réalisée tous les cinq ans, les populations de référence des années intermédiaires étant quant à elles estimées par interpolation ou extrapolation. Pour la commune, le premier recensement exhaustif entrant dans le cadre du nouveau dispositif a été réalisé en 2004.

En 2022, la commune comptait 6 029 habitants, en évolution de +4,22 % par rapport à 2016 (Val-de-Marne : +3 %, France hors Mayotte : +2,11 %).
| 1793 | 1800 | 1806 | 1821 | 1831 | 1836 | 1841 | 1846 | 1851 |
| ---- | ---- | ---- | ---- | ---- | ---- | ---- | ---- | ---- |
| 208  | 209  | 236  | 172  | 224  | 294  | 307  | 338  | 305  |

| 1856 | 1861 | 1866 | 1872 | 1876 | 1881 | 1886 | 1891 | 1896 |
| ---- | ---- | ---- | ---- | ---- | ---- | ---- | ---- | ---- |
| 344  | 446  | 474  | 490  | 531  | 600  | 688  | 782  | 896  |

| 1901  | 1906  | 1911  | 1921  | 1926  | 1931  | 1936  | 1946  | 1954  |
| ----- | ----- | ----- | ----- | ----- | ----- | ----- | ----- | ----- |
| 1 332 | 1 420 | 1 463 | 1 898 | 2 000 | 2 246 | 2 193 | 2 637 | 3 220 |

| 1962  | 1968  | 1975  | 1982  | 1990  | 1999  | 2004  | 2006  | 2009  |
| ----- | ----- | ----- | ----- | ----- | ----- | ----- | ----- | ----- |
| 5 086 | 5 692 | 5 531 | 5 264 | 4 938 | 4 867 | 5 118 | 5 171 | 5 161 |

| 2014  | 2019  | 2022  | - | - | - | - | - | - |
| ----- | ----- | ----- | - | - | - | - | - | - |
| 5 449 | 5 852 | 6 029 | - | - | - | - | - | - |

### Cultes
- Église Notre-Dame-de-l'Assomption

## Culture locale et patrimoine

### Lieux et monuments

#### L'ancien chatel d'Ablon

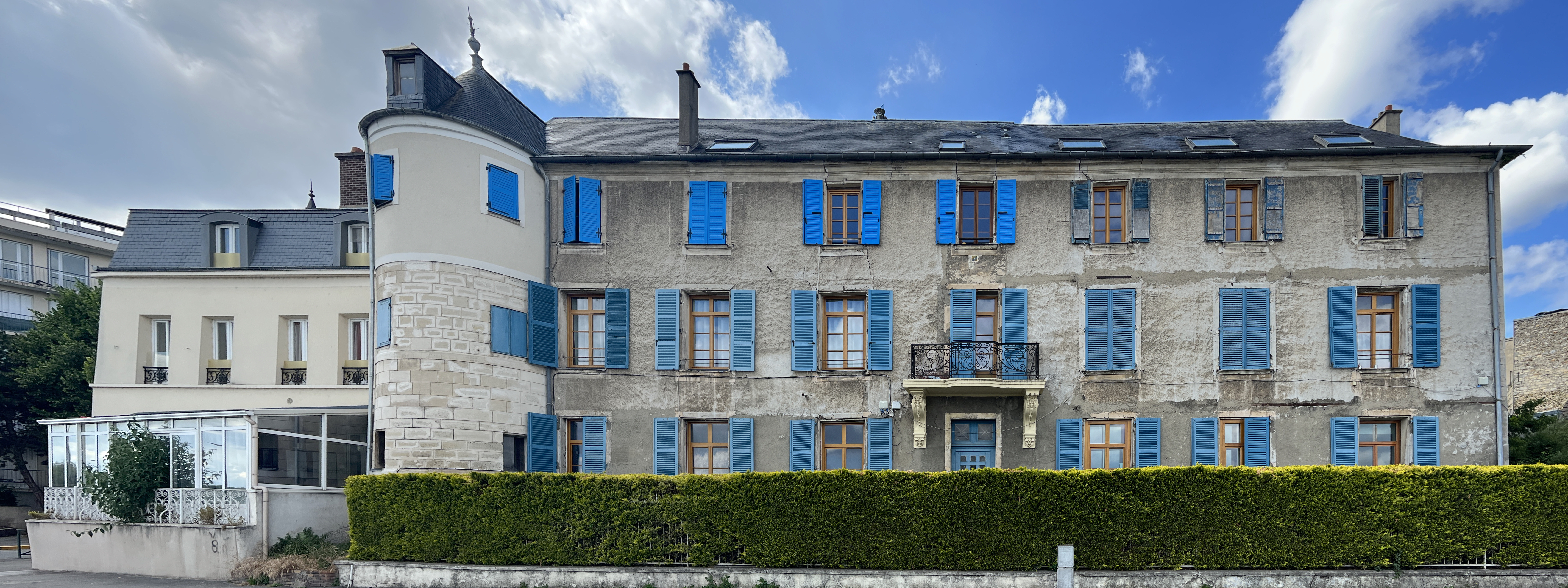
Ancien chatel.

La tour du chatel d’Ablon qui se dresse face à la Seine, à l’angle de la grande bâtisse portant le no 7 du quai Magne, est l’unique vestige du  castel médiéval construit en 1348 par Jacques de Pacy, seigneur d’Ablon.
Selon une tradition locale, ce premier castel passe pour avoir été habité par la reine Blanche de sorte qu’il est rapporté, sans fondement, que la reine Blanche de Castille (1188-1252), y aurait séjourné, alors que cela est impossible, étant donné que son décès est antérieur à la construction du castel. Jean Lebeuf note, dans son Histoire de la ville et de tout le diocèse de Paris, parue en 1757 : s'il est vrai qu’une des reines de France, du nom de Blanche, y ait fait sa demeure, ce ne peut gueres [sic] être que Blanche de Navarre. Cette dernière est reine douairière depuis la mort du roi Philippe de Valois, décédé en 1350, dont elle est la seconde épouse. A ce jour, aucune source n’a permis de vérifier et de confirmer cette simple hypothèse émise par Lebeuf. De plus, toutes les veuves des rois de France portent alors le deuil blanc et sont, en raison de leurs vêtements surnommées reines blanches.
Jean de La Barre (mort en 1649) affirme à propos du chasteau d’Ablon que c’est la gracieuse demoiselle Agnès Sorel (1422-1450), favorite du roi Charles VII qui a fait bâtir cette maison de plaisance, mais cet historien et ci-devant preuost de Corbeil ne justifie pas non plus son propos.
L'ancien castel, fortement remanié au cours des siècles, échoue, à l'époque de la révolution, entre les mains de spéculateurs qui s'adonnent au pillage et au démantèlement des éléments décoratifs intérieurs.

#### L'église Notre-Dame-de-l'Assomption

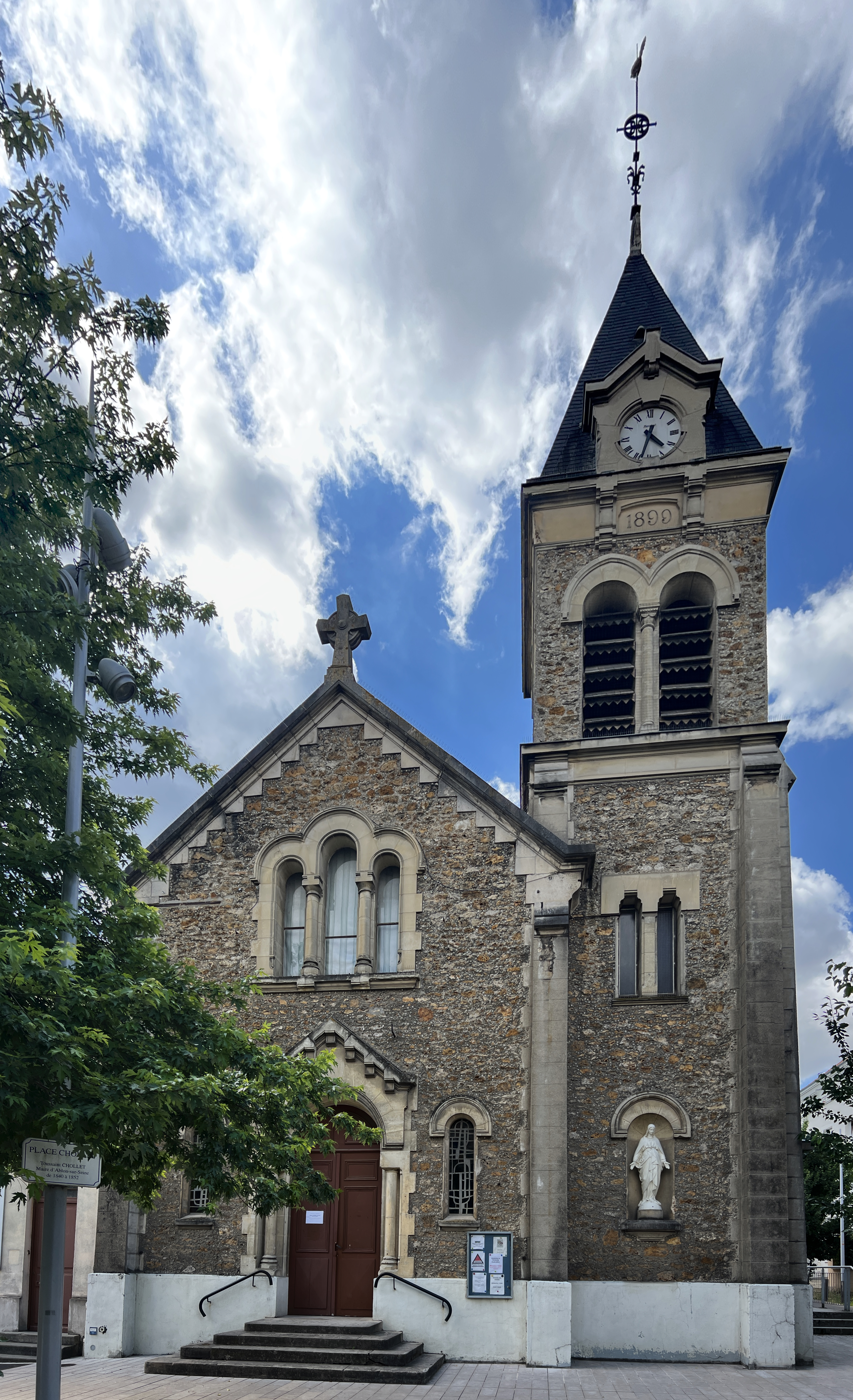
Église Notre-Dame-de-l'Assomption.

### Personnalités liées à la commune
- Pierre Du Moulin (1568-1658), théologien, fut le pasteur de l’Église réformée à partir de 1603.
- Jacques-Antoine de Chambarlhac de Laubespin (2 août 1754 - Les Estables ✝ 23 février 1826 - Paris), général d'Empire.
- Mme de Tencin (1682-1749) possédait une maison à Ablon où elle aimait beaucoup venir se reposer.
- Jules Guérin (1860-1910) y résidait[52].
- Alain Poher (1909-1996), ancien président du Sénat, né à Ablon dont il fut maire de 1946 à 1983.
- Françoise Boudet (1925-2012), artiste peintre, Prix de Rome de peinture en 1950. A longtemps vécu à Ablon.
- François Gautier (1940), haut fonctionnaire et homme politique, conseiller municipal d'Ablon-sur-Seine, sénateur de la Seine-Maritime et maire de Rouen entre 1993 et 1995.
- Jean-Luc Lahaye (1958), chanteur. A brièvement participé aux travaux de peinture de l'ancienne mairie (réhabilitée en maison pour tous) en 1974 sur ordre du maire, Alain Poher après le saccage de son pavillon. (Source : "Cent familles" de Jean-Luc Lahaye)

### Héraldique, logotype et devise

Logo de la ville.

| Blason de Ablon-sur-Seine | Blason  | D'azur à la fasce ondée d'argent chargée de trois ablettes de sable posées en bande, accompagnée en chef d'un rai d'escarboucle fleurdelysé d'or et en pointe d'un pampre de vigne fruité, tigé et feuillé du même. |
| Blason de Ablon-sur-Seine | Détails | Le statut officiel du blason reste à déterminer. |

## Pour approfondir